# Sistema Alapín
|       |       |       |       |       |       |       |       |       |  |
|       | a8 rd | b8 nd | c8 bd | d8 qd | e8 kd | f8 bd | g8    | h8 rd |  |
| a7 pd | b7 pd | c7    | d7    | e7 pd | f7 pd | g7 pd | h7 pd |       |  |
| a6    | b6    | c6 pd | d6    | e6    | f6 nd | g6    | h6    |       |  |
| a5    | b5    | c5    | d5    | e5    | f5    | g5    | h5    |       |  |
| a4    | b4    | c4 pd | d4 pl | e4    | f4    | g4    | h4    |       |  |
| a3    | b3    | c3 nl | d3    | e3    | f3 nl | g3    | h3    |       |  |
| a2 pl | b2 pl | c2    | d2    | e2 pl | f2 pl | g2 pl | h2 pl |       |  |
| a1 rl | b1    | c1 bl | d1 ql | e1 kl | f1 bl | g1    | h1 rl |       |  |
|       |       |       |       |       |       |       |       |       |  |

El Sistema Alapín (ECO D16-D19) 2.... c6, es una de las variantes principales del Gambito de dama, y una de las variantes principales de la Defensa eslava. Fue ideado por Simón Alapín y tiene muchas características del Gambito de dama aceptado. No obstante, el demorar la captura en c4 cambia mucho las cosas, ya que, como está hecho c6 el peón negro se puede defender en buenas condiciones. Esto, claro está, a costa de ceder el predominio en el centro. 
Línea principal
1.d4 d5
2.c4 c6
3.Cf3 Cf6
4.Cc3 dxc4
1.d4 d5 2.c4 c6 3.Cf3 Cf6 4.Cc3 dxc4 5.a4 Variante principal
1.d4 d5 2.c4 c6 3.Cf3 Cf6 4.Cc3 dxc4 5.a4 Af5
1.d4 d5 2.c4 c6 3.Cf3 Cf6 4.Cc3 dxc4 5.a4 Af5 6.Ce5
1.d4 d5 2.c4 c6 3.Cf3 Cf6 4.Cc3 dxc4 5.a4 Af5 6.Ce5 Cbd7 7.Cxc4 Dc7 8.g3 e5
1.d4 d5 2.c4 c6 3.Cf3 Cf6 4.Cc3 dxc4 5.a4 Af5 6.Ce5 e6
1.d4 d5 2.c4 c6 3.Cf3 Cf6 4.Cc3 dxc4 5.a4 Af5 6.e3
1.d4 d5 2.c4 c6 3.Cf3 Cf6 4.Cc3 dxc4 5.a4 Af5 6.e3 Ca6
1.d4 d5 2.c4 c6 3.Cf3 Cf6 4.Cc3 dxc4 5.a4 Af5 6.e3 e6 7.Axc4 Ab4 8.0-0
1.d4 d5 2.c4 c6 3.Cf3 Cf6 4.Cc3 dxc4 5.a4 Af5 6.e3 e6 7.Axc4 Ab4 8.0-0 0-0 9.De2
1.d4 d5 2.c4 c6 3.Cf3 Cf6 4.Cc3 dxc4 5.a4 Af5 6.e3 e6 7.Axc4 Ab4 8.0-0 0-0 9.De2 Ce4 10.g4
1.d4 d5 2.c4 c6 3.Cf3 Cf6 4.Cc3 dxc4 5.a4 Ca6 6.e4 Ag4
1.d4 d5 2.c4 c6 3.Cf3 Cf6 4.Cc3 dxc4 5.a4 e6
1.d4 d5 2.c4 c6 3.Cf3 Cf6 4.Cc3 dxc4 5.a4 Ag4
1.d4 d5 2.c4 c6 3.Cf3 Cf6 4.Cc3 dxc4 5.e4 Gambito eslavo
1.d4 d5 2.c4 c6 3.Cf3 Cf6 4.Cc3 dxc4 5.e4 b5 6.e5
1.d4 d5 2.c4 c6 3.Cf3 Cf6 4.Cc3 dxc4 5.e3